# Програма МЕДИА
Програма МЕДИА е програма на Европейския съюз, създадена с цел да подкрепя аудиовизуалния сектор в Европа. Програмата се намира в своята четвърта генерация, официално наименована МЕДИА 2007. Предишните генерации са: МЕДИА I (между 1991 и 1995 г.), МЕДИА II (1996-2000 г.) и МЕДИА Плюс (2001-2006 г.).
Целите на програмата са:
- Създаване на по-силен европейски аудиовизуален сектор, отразяващ европейската културна идентичност и наследство.
- По-широко разпространение на европейските аудиовизуални творби в самия Европейски съюз, както и в трети страни
- По-конкурентоспособен европейски аудиовизуален сектор чрез улеснен достъп до финансиране, най-вече за средни и малки предприятия, както и чрез използването на цифрови технологии.

МЕДИЯ 2007 се фокусира основно върху фазите на пред и пост продукция и не финансира самото заснемане на филми. Програмата програма финансиране на дейности по следните пет направления:
- Тренинг (икономически и финансов мениджмънт; писане на сценарии; цифрови технологии)
- Развитие (единични проекти; каталози от проекти; нови таланти; копродукции и др.)
- Разпространение (разпространители; агенти по продажбите; кино изложители; цифровизация)
- Промоция (достъп до пазара; фестивали и други събития)
- Хоризонтални дейности/пилотни проекти

## Българско участие в програма МЕДИА
България се присъединява към Програма МЕДИА ІІ през 2002 г.
Български филми, финансирани по програма МЕДИА:
- Дзифт
- Мисия Лондон
- Източни пиеси
- Светът е голям и спасение дебне отвсякъде
- Бунтът на L.
- Тилт